# Ryan-Riff
Das Ryan-Riff ist ein isoliertes Felsenriff vor der Nordküste Südgeorgiens. Es liegt 800 m nördlich der östlichen Begrenzung der Einfahrt zur Doris Bay.
Das Riff ist unbenannt auf einer Landkarte verzeichnet, die auf Vermessungen durch Wissenschaftler der britischen Discovery Investigations im Zeitraum zwischen 1925 und 1931 beruht. Das UK Antarctic Place-Names Committee benannte es 1955 im Zuge von Vermessungen, die Wissenschaftler des South Georgia Survey von 1951 bis 1952 vorgenommen hatten. Namensgeber ist Alfredo R. L. Ryan, ab 1946 Präsident der in Grytviken ansässigen Walfanggesellschaft Compañía Argentina de Pesca.